# 平野伸一
平野 伸一（ひらの しんいち、1956年1月16日 - ）は、日本の実業家。アサヒビール13代目代表取締役社長（2016年 - 2019年）。

## 来歴
兵庫県出身。
早稲田大学教育学部卒業。1979年アサヒビール入社。同社経営企画部中国室長、執行役員埼玉支社長、専務取締役営業統括本部長、副社長などを経て、2016年3月18日に同社社長に就任し、2019年3月19日に退任した。